# Канівські діапіри
Канівські діапіри — геологічна пам'ятка природи місцевого значення. Об'єкт розташований на території Черкаського району Черкаської області, правий борт Синелового яру, 600 м на захід від села Хмільна.
Площа — 0,9 га, статус отриманий у 1979 році.

## Галерея

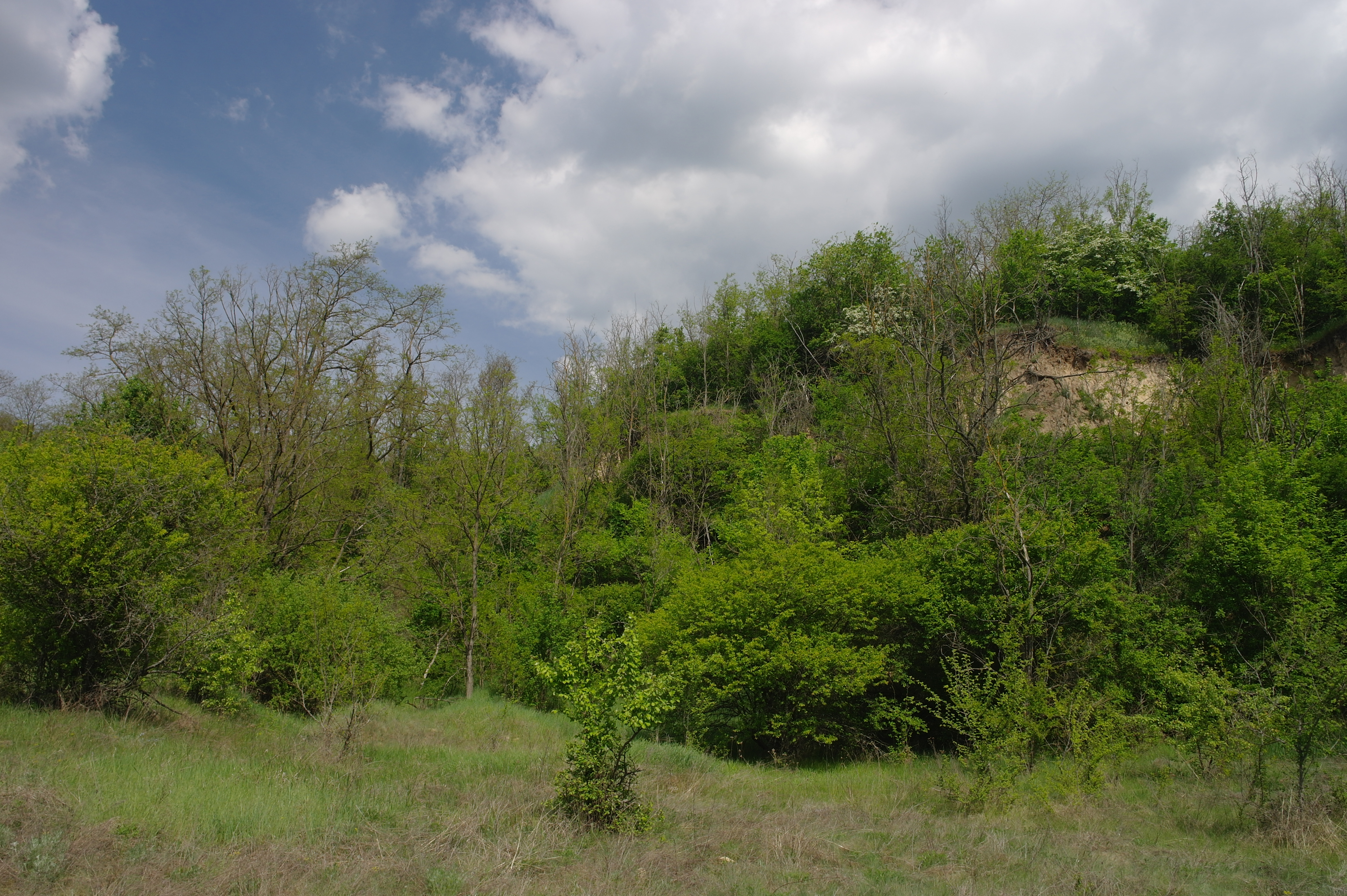
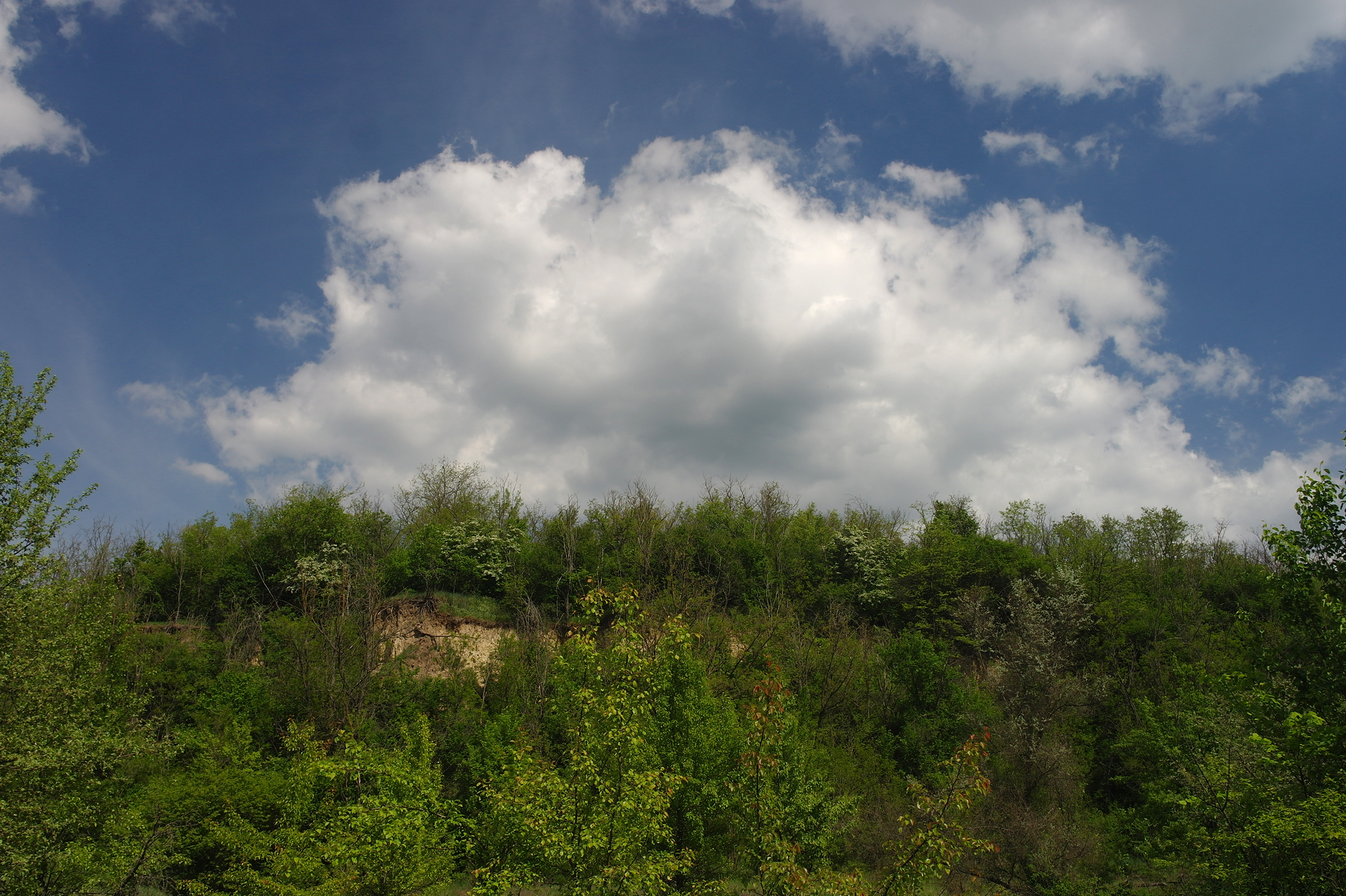